# Моузъс Лейк
Моузъс Лейк (на английски: Moses Lake, звуков файл и буквени символи за произношение ) е град в окръг Грант, щата Вашингтон, САЩ. Моузъс Лейк е с население от 24 698 жители (2020) и обща площ от 30,9 km². Намира се на 326 m надморска височина. ЗИП кодът му е 98837, а телефонният му код е 509.